# Stephen Davis
Pour les articles homonymes, voir Davis.
(en) Statistiques sur pro-football-reference
Stephen Davis, né le 1er mars 1974 à Spartanburg (Caroline du Sud), est un joueur américain de football américain qui évoluait au poste de running back.

## Biographie

### Carrière universitaire
Il effectue sa carrière universitaire avec les Auburn Tigers.

### Carrière professionnelle
Il est drafté au 4e tour  en 1996 par les Redskins de Washington. Il débute en NFL en 1999, son excellente saison lui permet de participer au Pro Bowl.
Sa carrière est entravée par des blessures en 2004 et 2005.
Il termine sa carrière en 2006 avec les Rams de Saint-Louis.
Au terme de sa carrière, Davis a disputé 143 matchs de NFL, il a cumulé 8 052 yards à la course pour 65 touchdowns. Il a dépassé quatre fois les 1 300 yards à la course par saison.

## Palmarès
- Finaliste du Super Bowl en 2003
- Pro Bowl : 1999, 2003
- 1999 : 1er de NFL en touchdowns sur course